# يان روذرفورد
يان روذرفورد (30 يونيو 1957 بدنيدن في نيوزيلندا - ) (بالإنجليزية: Ian Rutherford)‏ هو لاعب كريكت نيوزلندي. لعب مع Central Districts cricket team ‏ وفريق أوتاغو للكريكت ‏.